# Eremarionta rowelli
Eremarionta rowelli är en snäckart som först beskrevs av Wesley Newcomb 1865.  Eremarionta rowelli ingår i släktet Eremarionta och familjen Helminthoglyptidae. Inga underarter finns listade i Catalogue of Life.